# Alfred Frommer
Alfred Frommer, též uváděn jako Alfréd Frommer (7. srpna 1943 – 5. října 2024), byl český politik, v 90. letech 20. století poslanec České národní rady a Poslanecké sněmovny za Československou stranu socialistickou, respektive Liberálně sociální unii, pak za ODS.

## Biografie
Po sametové revoluci zastával vrcholné pozice v Československé straně socialistické (ČSS). V červnu 1990 se stal členem předsednictva strany. V letech 1992–1994 působil na postu předsedy představenstva nakladatelství Melantrich.
Ve volbách v roce 1992 byl zvolen do ČNR, jako poslanec za ČSS, respektive za koalici Liberálně sociální unie (LSU), do níž Československá strana socialistická přistoupila, (volební obvod Severomoravský kraj). Zasedal ve výboru pro vědu, vzdělání, kulturu, mládež a tělovýchovu.
Od vzniku samostatné České republiky v lednu 1993 byla ČNR transformována na Poslaneckou sněmovnu Parlamentu České republiky. V ní zasedal do konce funkčního období, tedy do voleb v roce 1996. Poté, co se ČSS (nyní pod názvem Liberální strana národně sociální – LSNS) rozhodla v červnu 1993 vystoupit z LSU, přešel do samostatného klubu LSNS. Vedení LSU na secesi části svého poslaneckého klubu reagovalo výzvou k rezignaci na mandát směřovanou mimo jiné i na Alfreda Frommera. I z LSNS ale také odešel a od ledna 1995 zasedal ve sněmovně jako nezařazený poslanec. Již v únoru 1995 se stal členem poslaneckého klubu ODS. Nestal se ovšem členem ODS a v jejím klubu zasedal jako bezpartijní. V únoru 1996 informoval jeden z předsedů formace Svobodní demokraté-Liberální strana národně sociální (SD-LSNS), která byla nástupnickou organizací Liberální strany národně sociální, Vavřinec Bodenlos, že Frommer požádal o opětovně přijetí do strany a hodlá opustit klub ODS. Představitelé ODS ale tuto zprávu označili za mylnou. Po několika dnech ovšem Frommer potvrdil, že skutečně do SD-LSNS vstupuje, nicméně hodlá prý dodržet dohodu s vedením ODS a nevystoupí z jejího poslaneckého klubu až do konce volebního období.
Angažoval se pak v komunální politice. V komunálních volbách v roce 1998 byl zvolen do zastupitelstva města Olomouc coby nestraník za ODS. Před komunálními volbami v roce 2002 se uvádí jako lídr obvodní kandidátky hnutí Nezávislí v Olomouci. Frommer ale v těchto volbách neuspěl. Profesně se uvádí jako podnikatel.